# كيوي فارمز
كيوي فارمز(بالإنجليزية: Kiwi Farms)‏، والمعروف مسبقًا باسم منتديات كويكي (بالإنجليزية: CWCki Forums)‏، هو منتدى إنترنت أمريكي مخصص لمناقشة الشخصيات والمجتمعات على الإنترنت التي تعتبرها «مضحكة» (الأشخاص الذين يمكن «حلبهم من أجل الضحك»). غالبًا ما تكون أهداف المواضيع عرضة للخداع وأشكال أخرى من التصيد الجماعي المنظم مثل المضايقات المستمرة والمطاردة، بما في ذلك المضايقات الواقعية من قبل المستخدمين.